# Batalla de Norditi
La batalla de Norditi, también batalla de la bahía de Hilgenried (en alemán: Schlacht bei Norditi, Schlacht von Nordendi o Schlacht an der Hilgenrieder Bucht) fue un importante enfrentamiento que tuvo lugar en 884 entre tropas de Frisia oriental y un gran ejército vikingo danés. Las tropas frisonas, reunidas por el arzobispo Remberto de Bremen-Hamburgo, lograron derrotar a los vikingos con tal contundencia, que nunca volverían más a las costas de la Frisia oriental.
Con el tiempo, se han desarrollado numerosas leyendas en torno a la batalla de Norditi, como la historia de los diez mil vikingos perecidos que se convirtió en un elemento céntrico del folclore frisio. Aunque los historiadores dudan de la fiabilidad de esta cifra, el mito sigue siendo parte de la identidad cultural de los frisones hasta la actualidad.

## Contexto y batalla

Mapa de la Frisia oriental. La batalla tuvo lugar al noreste de Norden, en la costa frente a la isla de Norderney. Aunque en las fuentes se refiere al lugar como «bahía», se trata de hecho de una alteración en la dirección del litoral, difícil de notar en mapas de escala reducida.

A principios de la segunda mitad del siglo IX, tropas vikingas danesas establecieron sus bases en las costas de la Frisia oriental, de donde lanzaron redadas y saqueos, acosando a la población local. En esa época, al otro lado del Ems, la mayor parte de la Frisia occidental había quedado en manos de los también daneses Hrørek y Gudfrid, cuyo control de la región había sido pactado con los monarcas carolingios tanto para apaciguarlos como para defender las costas de Francia Media de ataques de otros vikingos. Si bien, la suerte de ambas regiones no iría de la mano, con los jerarcas normandos en la Frisia occidental convirtiéndose en señores de sus tierras, mientras que en la Frisia oriental, en una realidad política distinta, la situación era más caótica. A diferencia de tratados como los logrados entre los francos y algunos vikingos, primero en la Jutlandia frisona a principios del siglo (con un ambicioso Halfdan declarándose «rey de Hedeby» y vasallo de Carlomagno, en lo que más tarde llegaría a conocerse como la Frisia septentrional), y luego con los señores de la guerra al oeste del Ems, en la península frisona oriental no se dieron las condiciones para un proceder similar.
La comunidad frisona de esa época estaba fragmentada, con luchas internas entre las tribus, y en estado de desesperación tras décadas de ataques vikingos. El arzobispo Remberto (sucesor de Ansgar), quien se encontraba haciendo la misión en tierras escandinavas (véase cristianización de Escandinavia), estaba profundamente preocupado por lo que él consideraba la mayor amenaza para la Iglesia y el Imperio. En el otoño de 884, interrumpió sus actividades evangelizadoras y viajó a Frisia, donde, en múltiples discursos apasionados, hizo un llamamiento a la resistencia de la población local, que culminó con la formación de un ejército bajo su liderazgo. Lejos de ser el típico líder militar, el religioso contaba con el conocido sentir patriótico de los frisones (con los que estaba emparentado) y, aprovechando la época de niebla, llevó a cabo las arduas preparaciones, pasando desapercibidos ante los ojos daneses, y fortaleció la moral y la disciplina de sus tropas ante una difícil campaña contra los normandos.
El ataque se llevó a cabo en la primera mañana de cielo despejado y, según lo relatado, constaba de una serie de ataques sorpresa dirigidos a las fortalezas vikingas en la costa, atrapando a los normandos en una posición que les impedía aprovechar su ventaja numérica. Los vikingos, acostumbrados a medir sus fuerzas en un combate abierto (la táctica de la fuerza bruta) fueron tomados completamente desprevenidos. Aquello no evitó que en las próximas horas se libraran sangrientos enfrentamientos en varios puntos de la costa, en los que morirían decenas de guerreros de ambos lados, pero en la intensa batalla que seguía, las tropas frisonas lograron hacer retroceder a los vikingos a pie, recorriendo la costa hacia la bahía de Hilgenried (al noreste de Norden). Allí, los normandos quedaron atrapados entre el flujo mareal y las tierras altas, y se hundieron en gran número al no lograr escapar hacia el este.
Según Adam de Bremen, la estrategia de Remberto, al ser familiarizado con «las tierras de su gente» (cosa que le daría ventaja sobre los daneses), contaba anticipadamente con los elementos naturales para la segunda fase de la batalla (siendo la primera el efecto sorpresa). Si bien, muchos expertos dudan de que esta segunda parte fuera planeada; parece más bien haber sido el azar, que habría sorprendió también a los propios frisones (quienes seguían atacando desde el sur). Adam también da cuenta del número de vikingos muertos en la batalla: 10 377 guerreros. También en este caso, algunos historiadores lo consideran un número exagerado; con tal que fuera unos miles, ya habría causado una pérdida importante en una época en la que los normandos se encontraban divididos, muchos de ellos evangelizados o habiendo pactado la paz con los germanos a cambio de tierras y riquezas. Por último, el cronista sajón describe en detalle la gran fortuna que suponía el botín vikingo para los frisones, aunque también aquí no existen pruebas de ello más allá de la Gesta Hammaburgensis. Lo que sí se sabe es que muchos de los dominios antes conquistados por los vikingos, quedaron libres, y tanto estos como los botines capturados pasarían a ser propiedad comunitaria como parte de las intenciones de establecer una república campesina en Frisia. Aquello constituiría la base de la Theelacht de Norden, la cooperativa más antigua del mundo que aún sigue activa en la actualidad.

## Consecuencias históricas
El gran éxito de los frisones en esta batalla se consideró fundamental por los contemporáneos y autores de la época. Aunque históricamente puede que no constituyera un gran hito en el provenir de la región, sí que ha cobrado importancia en varias dimensiones:
Políticamente, supuso un respiro para un imperio en constantes conflictos, tanto internos (guerra civil) como externos (con los normandos). Estratégicamente, se invirtió en la construcción de un extenso sistema de defensas contra futuros ataques, que consistía en robustos diques y barreras a lo largo de la costa (una labor familiar para los frisones, expertos en la construcción de diques contra riadas e inundaciones). En todo caso, parece que los lores normandos en tierras francesas al sur y en Schleswig-Holstein al norte no tenían aspiraciones en el territorio entre el Weser y el Ems (que abarcaba la mayor parte de la antigua Magna Frisia), considerado estratégico por los soberanos de Lotaringia. Los vikingos, por su parte, dirigirían sus ataques a partir de ese momento tierra adentro, hacia lugares más ricos y menos explorados que las regiones del litoral (ya el año siguiente, una flota de 300 barcos y 12 000 hombres navegaría el Sena hacia la capital francesa, dando lugar al episodio conocido como el asedio de París). En todo caso, se considera que con la batalla de Norditi, los vikingos fueron expulsados definitivamente de Frisia oriental.
La importancia de aquel logro dentro de la historiografía frisona es tal, que otros frisones han considerado a sus antepasados partícipes de aquella batalla (y por tanto en la consecución de una «libertad frisia» total; véase a continuación). Si bien es posible que parte de los frisones del norte, que a esta altura volvían de la conquista de las islas británicas junto a sajones y jutos, participaran en la batalla, y es probable que otros frisones del oeste por su cercanía física lo hicieran también (al estar al otro lado del Ems), el grueso de los combatientes habrían sido oriundos de la península de la Frisia oriental.

## Simbolismo y mito
Desde la perspectiva frisona, la batalla se ha considerado un manifiesto de la valentía y patriotismo del pueblo frisón, dispuesto al mayor sacrificio con tal de asegurarse su libertad (obviando la capitulación de los frisones occidentales a los daneses locales hasta comienzos del II milenio). Esta batalla ha quedado como un motivo central en la memoria histórica frisona (en todas las regiones frisias de la actualidad).
Simbólicamente, este episodio se considera el germen de la Libertad frisia. Se cree que Remberto no podría haber reunido tal ejército sin contar antes con un decreto imperial (el llamado «privilegio») que libraba a los frisones de todas sus obligaciones para con el imperio, concediéndoles plena libertad para luchar contra los invasores vikingos. La tradición frisona de hecho remonta a Carlomagno como el primer impulsor de tal derecho, tras el supuesto retorno a principio del siglo IX de un victorioso ejército frisón que había vencido a todo un ejército romano en la misma Roma. Lo más probable es que tal decreto (aunque no necesariamente un privilegio perpetuo) fuera concedido por Carlos el Gordo con motivo de la batalla, puede que a instancias (o incluso amenazas) de Remberto, quien veía en esa oportunidad un momento decisivo para la defensa de la fe en la región. Cuenta la saga que todos los frisones luchaban codo a codo por su amor a esta ya legendaria libertad, un concepto, de hecho, más tardío y paulatino que se debía a causas económicas antes que políticas o militares. Lo cierto es que si la batalla de Norditi fuera a considerarse el origen de la Libertad frisia, sería por la institución de la mencionada Theelacht tras la derrota normanda, pues en la práctica se trataba de la implementación de una cooperativa autónoma en el marco del Imperio carolingio. Sea como fuere, tanto Carlomagno como la batalla de Norditi se consideran en la tradición y folclore frisones precursores de la Libertad frisia.
Desde el punto de vista teológico, el resultado de la batalla se consideraba una muestra de intervención divina contra los paganos, sobre todo en los siglos venideros. De acuerdo con Adam de Bremen, las prédicas y plegarias de Remberto tuvieron un papel «crucial» en el desenlace de la batalla, y la tradición local menciona una plegaria suya durante la batalla, realizada sobre una piedra de gran tamaño en el lugar donde se erigiría la iglesia de San Ludgero. Se cree aún a día de hoy que las aguas que se acumulan en las cavidades de la base de esta iglesia tienen propiedades para curar las verrugas. Aunque la veneración de Remberto como santo en las iglesias de Frisia se debe según la tradición a sus virtudes («conocidas por toda la Europa cristiana») y el haber rescatado a esclavos cristianos a costa de su salud, es más probable que su ascenso a la santidad se debiera a la fama lograda por esta victoria.